# Boris Alexandrovitch Aleksandrov
Pour les articles homonymes, voir Aleksandrov.
Boris Alexandrovitch Aleksandrov (en russe : Бори́с Алекса́ндрович Алекса́ндров), né le 4 août 1905 à Bologoïe et mort le 17 juin 1994 à Moscou, est un compositeur soviétique et russe.
De 1946 à 1986, il est à la tête des Chœurs de l'Armée rouge créé par son père Alexandre Vassilievitch Aleksandrov.
Boris Aleksandrov a obtenu le grade de Major-général et lui a été attribué le titre de Héros du travail socialiste, le prix Lénine, le prix d'État de l'URSS et nommé Artiste du peuple de l'URSS.
Une composition de Boris Aleksandrov est utilisée comme hymne national de la Transnistrie.

## Biographie

### Début de carrière
Il commence sa carrière musicale à 13 ans en tant que violoniste dans un chœur d'enfants au théâtre Bolchoï à Moscou, exécutant aux côtés de chanteurs tels que Fédor Chaliapine.
De 1923 à 1929 il étudie au Conservatoire de Moscou, enseigné par Reinhold Glière.
De 1929 à 1937 il dirige le département de musique du nouveau théâtre central de l'Armée rouge et de 1933 à 1941 il est professeur associé au Conservatoire de Moscou.
En 1937, il devient directeur artistique adjoint des Chœurs de l'Armée rouge.

### Seconde Guerre mondiale
Durant la Seconde Guerre mondiale, les Chœurs de l'Armée rouge dirigés par Boris Aleksandrov et son père, encouragent les troupes soviétiques avec des chansons russes et soviétiques souvent folkloriques, par le biais de la radio émettant à travers toute l'Union soviétique ou en livrant quelque 1500 concerts au front.
Pendant ce temps, la santé délicate d'Alexandre a poussé Boris à accroître sa responsabilité.
À sa mort en 1946, Boris succéda à son père en tant que directeur de l'ensemble.

### Direction des Chœurs de l'Armée rouge

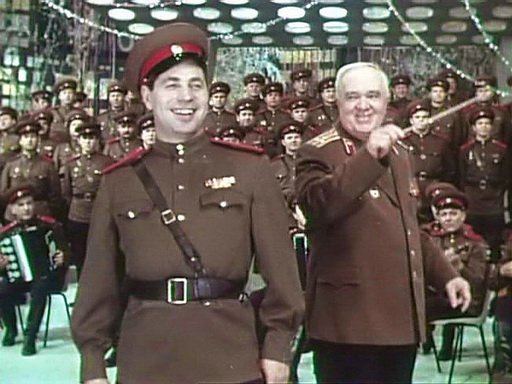
Boris Aleksandrov à droite du soliste Leonid Kharitonov.

Boris Aleksandrov était un compositeur, organisateur, chef d'orchestre, critique musical, artiste et professeur : une figure importante du XXe siècle dans la musique militaire russe.
Il a vu à la formation et à la promotion de remarquables solistes.
Après la Seconde Guerre mondiale, les Chœurs de l'Armée rouge, dirigé par Boris Aleksandrov, ont voyagé à l'étranger soixante-huit fois et ont été bien accueilli dans de nombreux pays d'Europe.
Il a continué à suivre l'idée centrale que son père a appliquée : le chœur était central à l'ensemble, sans celui-ci il n'y aurait pas d'ensemble.

### Fin d'une longue carrière
En 1985, ses 80 ans ont publiquement été célébrés. Boris prit sa retraite en 1987.
Igor Agafonnikov lui succède la même année avec Anatoli Maltsev en tant que chef de l'ensemble.
Il prit sa retraite en tant que chef d'orchestre en 1994 ; il mourut cette même année et a été enterré au cimetière de Novodevitchi à Moscou. Lui succède Viktor Fiodorov, chef de chœur depuis 1986.

## Récompenses
- Prix Staline de 1er classe (1950), pour une série de concerts avec les Chœurs de l'Armée rouge
- Artiste du peuple de l'URSS (1958)
- Ordre du Drapeau rouge du Travail (1964)
- Héros du travail socialiste (1972)
- Ordre de Lénine (1949, 1967, 1975)
- Prix Lénine (1978), pour le programme de concerts de 1975-1976
- Ordre du Service pour la Patrie dans les Forces armées de 3e classe (1982)
- Ordre de la révolution d'Octobre (1985)
- Ordre de la Guerre patriotique de 2e classe (1985)
- Médaille pour la Défense de Moscou
- Médaille pour la victoire sur l'Allemagne